# سوزان بروكس
سوزان لين واينت بروكس (بالإنجليزية: Susan Lynn Wiant Brooks)‏ هي سياسية ومشرعة أمريكية من الحزب الجمهوري ولدت في يوم 25 أغسطس 1960 في مدينة فورت واين في ولاية إنديانا. هي عضوة في مجلس النواب الأمريكي من سنة 2013 إلى سنة 2020 وعلى الرغم من كونها من الحزب الجمهوري فقد عرفت بمعارضتها لعدة مواقف للرئيس الأمريكي دونالد ترامب وحزبها الجمهوري مثل تشريع زواج المثليين.